# Lieu jaune
Pollachius pollachius
Espèce
Statut de conservation UICN

 LC  : Préoccupation mineure
Le lieu jaune (Pollachius pollachius) ou colin ou merlu, est une espèce de poissons marins de la famille des Gadidae. L'espèce voisine Pollachius virens est dénommée lieu noir.

## Distribution
On le rencontre entre 1 m et 100 m de profondeur en Atlantique, Manche, mer du Nord, Ouest de la Baltique et Méditerranée.

## Description
Le lieu jaune est un poisson qui peut atteindre 1,3 m de long. Son corps est allongé et aplati latéralement. Il possède trois nageoires dorsales et deux nageoires anales. Sa mâchoire inférieure est plus grande que sa mâchoire supérieure. La ligne latérale est bien visible : elle est incurvée au-dessus des pectorales. Sa coloration est variable : le dos est généralement brun-vert, le ventre et les flancs sont clairs avec des taches jaunes de forme irrégulière.

## Habitat
Le lieu jaune vit près des rochers et des tombants, le long du littoral à l'état juvénile, et il s'en éloigne à l'âge adulte. Le lieu jaune se rapproche des côtes au printemps et à l'automne. Il affectionne tout particulièrement les fonds de laminaires.

## Alimentation
Il se nourrit de petits poissons, de céphalopodes et de crevettes.

## Pêche et aquaculture
Le lieu jaune est un poisson apprécié des pêcheurs européens pratiquant la pêche sportive. Ses stocks halieutiques semblent connaître des variations plus ou moins naturelles (la pollution, la surpêche, le réchauffement climatique pouvant au moins en partie expliquer ces variations).
Sa chair est réputée délicieuse. Les plus beaux spécimens sont souvent trouvés dans les épaves et les roches isolées dans plus de 30 mètres de profondeur.
Cette espèce et ses besoins alimentaires sont mieux connus depuis la fin du XXe siècle ; elle fait ainsi partie de celles qui, notamment depuis les années 1990, intéressent la pisciculture,, en zone tempérée fraiche.
C'est une des nombreuses espèces qui pourraient être affectées par le réchauffement des eaux en raison du dérèglement climatique.

### Tailles minimales de capture

#### Mailles légales pour la France
La maille du lieu jaune, c'est-à-dire la taille légale de capture pour les pêcheurs de loisir et les professionnels est de 30 cm en Manche, en Atlantique et en mer du Nord, et elle n'est pas fixée en Méditerranée.

#### Mailles biologiques
La maille biologique — (taille à laquelle 100 % des lieus jaunes se sont reproduits) — est d'environ 60 cm.

### Pêche industrielle
Les quantités pêchées par la flotte européenne ont atteint 18 000 tonnes par an en 1978, et décroissent constamment  jusqu'à 8 000 tonnes par an en 2015, témoignant d'une réduction continue des stocks.

## Gastronomie
La chair du lieu jaune ressemble beaucoup à celle du cabillaud (ou morue), avec un goût plus délicat.